# Ralph Peters
Ralph Peters és un tinent coronel nord-americà jubilat que va néixer l'any 1952 que ha escrit nombrosos assajos al voltant d'Orient Mitjà. Alguns dels seus escrits ha signats amb el pseudònim Owen Parry.

## Biografia
Peters nasqué a Pottsville a l'estat de Pennsilvània i es crià a prop de Schuylkill Haven. El seu pare havia estat miner i la seua esposa, na Katherine McIntire Peters, és una periodista de la revista Government Executive.

### Carrera militar
Peters es va allistar a l'exèrcit l'any 1976, després d'estudiar a la Universitat Estatal de Pennsilvània. La primera destinació de Peters va ser a Alemanya i, una volta tornat, va estudiar a la Officer Candidate School, que és una acadèmia militar de la Marina dels Estats Units d'Amèrica i se li va assignar destí l'any 1980. Posteriorment va exercir amb el 46è Regiment d'Infanteria dels Estats Units, que llavors formava part de la Primera Divisió Blindada.
Peters va treballar deu anys a Alemanya al servei de la Intel·ligència Militar. Més tard va esdevenir un oficial d'Àrea d'Afers Exteriors, que s'especialitzà en la Unió Soviètica. Va assistir al Comando i a l'Estat Major. El seu darrer destí va ser l'Oficina del Cap Adjunt de l'Estat Major d'Intel·ligència. Es va jubiliar l'any 1998 com a tinent coronel.

### Carrera com a escriptor
La primera novel·la de Peters va ser Bravo Romeo, un thriller d'espies ambientat a l'Alemanya Occidental, publicat el 1981. Des de llavors la seva temàtica va evolucionar des de escenaris futuristes que impliquen l'Exèrcit Roig cap al terrorisme contemporani i els estats fallits contemporanis. Els seus personatges són sovent presentats com a rebels militars que tenen el coneixement i el coratge per enfrontar-se a problemes diversos. La seua novel·la The War After Armageddon va ser publicada l'any 2009. El 2008 va publicar l'obra de no ficció Looking for Trouble: Adventures in a Broken World. Peters és col·laborador habitual de la revista d'història militar Armchair General i n'és també membre del consell sssessor.
Ha publicat nombrosos assajos sobre estratègia a revistes militars, com ara Parameters, Military Review o Armed Forces. Ha fet informes per al Cos de Marines dels Estats Units i va tenir durant un temps una columna d'opinió regular per al diari New York Post. Ha escrit també assajos i columnes a USA Today, al The Wall Street Journal, al The Washington Post, al Newsweek, al The Weekly Standard o al Washington Monthly a banda de a diverses revistes militars. Peters és membre del Consell de Col·laboradors per al Fòrum de USA Today i participa en part de la secció d'opinió del diari.

## Opinions

### Paper militar dels Estats Units d'Amèrica
Peters l'any 1997 a l'article El conflicte constant, va declarar: «No hi haurà pau. En qualsevol moment, durant la resta de les nostres vides, hi haurà múltiples conflictes en la mutació de les formes a tot el món. El conflicte violent dominarà els titulars, però les lluites culturals i econòmiques seran més constants i en última instància, més decisives. El paper de facto de les forces armades dels Estats Units serà la de mantenir el món segur per a la nostra economia i obert al nostre assalt cultural. Amb aquesta finalitat, anem a fer una bona quantitat d'assassinats.»

### Guerra d'Iraq
Peters va ser un ferm partidari de la invasió de 2003 d'Iraq. La defensa de la guerra dels crítics que afirmaven que l'Iraq queïa en la guerra civil, va ser comentada per ell el 5 de març del 2006 al New York Post sota un article titulat «Dude, Where's My Civil War?». En aquest article va escriure: «Cerco el que The New York Times va declarar durant la guerra civil. Simplement no el puc trobar […] l'exèrcit iraquià ha confós els seus crítics occidentals i la gent va confiar en el seu nou exèrcit en un grau encoratjador». Les afirmacions que l'Iraq queia en una guerra civil, va escriure, eren reclams per motius polítics de periodistes irresponsables que han apostat la seua reputació en cas de fallida de l'Iraq. Per l'agost del 2006, Peters s'havia tornat més pessimista sobre Iraq i afirmà en una entrevista amb FrontpageMagazine.com que «la guerra civil és més a prop del que va ser […] Els líders es barallen, els esquadrons de la mort dominen els barris». Va dir també que si bé seria «massa aviat per marxar de l'Iraq», el destí del país estava amenaçat pel fracàs dels Estats Units després de la invasió per proporcionar prou tropes per mantenir l'ordre, així com «el geni àrab per cargolar coses des de dalt».
El 2 de novembre del 2006, va escriure a EUA Today: «L'Iraq està fallant. Cap governador honest pot concloure el contrari. Fins i tot fa sis mesos, hi havia esperança. Ara les possibilitats d'un Iraq unificat i democràtic estan disminuint ràpidament […] L'Iraq podria haver estat diferent. No ho ha fet. I hem de ser honestos sobre això. Les devem molt a les nostres tropes. Ells no s'enfronten a la mera pèrdua d'uns pocs escons al Congrés, però sí a la pèrdua de les seues vides. Els nostres militars ara estan emprats amb finalitats polítiques. És indigne de la nostra nació». En aquesta peça, va especular que «només un cop militar –el que podria venir en els propers anys– podria mantenir el país artificial junts» i que «sembla que els cínics tenien raó: les societats àrabs no poden donar suport a la democràcia tal com la coneixem».
Després de l'elecció del Congrés dels EUA de 2006, Peters va escriure: «serà difícil l'objectiu polític dels demòcrates. Serà continuar parlant per a un bon partit i evitar la responsabilitat al voltant del 2008. Enviaran projectes de llei que coneix Bush senior... I ells s'esforcen per amagar la lluita interna de les seues pròpies files. La unitat democràtica en aquesta guerra és tan sòlida com la unitat de l'Iraq ara que han guanyat en el tema, els demòcrates, els agradaria. Iraq només desapareixerà, però no. I ells han d'evitar semblar febles en la defensa, de manera que els militars es posaran més diners per al personal, com a mínim. Però no aconseguirem un pla integral per fer front a l'Iraq o, per al cas, a la nostra [nació]. La lluita global amb els terroristes islamistes no importa quants soldats enviem, estam obligats a fallar si les tropes no se'ls permet lluitar. Sota el lideratge dels comandants de combat, els buròcrates no políticament en sintonia amb la política actual i els líders de les parts enfrontades a la veritat sobre la guerra que no pot ser fet de qualsevol manera i que la guerra no es pot lluitar sense vessament de sang».
Peters es va oposar al que es va convertir en l'augment de les tropes a la Guerra d'Iraq l'any 2007, quan es va proposar per primera vegada. A l'octubre del 2006, va escriure «la idea d'enviar més tropes dels EUA no té sentit estratègic ni pràctic. Les mateixes veus havien exigit altres 100.000 soldats, més el 2003 o fins i tot el 2004, quan haurien pogut fer falta però ara ja és massa tard.
Cap al juliol de 2007, havia canviat d'opinió, i va escriue que les tropes nord-americanes feien «progressos seriosos contra al-Qaida de l'Iraq i altres extremistes», i que si bé «l'Iraq és un desastre […] finalment tenim un general a Bagdad —David Petraeus– que fa bé les coses».
El gener de 2008, al primer aniversari de l'augment de tropes, va escriure que «el progrés polític ha estat notable», i va afegir: «Decidits a elegir un president demòcrata, els mitjans de comunicació 'majoritaris' simplement no accepten el nostre èxit. Els periodistes 'imparcials' troben una pega en cada escletxa d'esperança a l'Iraq. I els aspirants a candidat segueixen insistint que hem d'abandonar l'Iraq immediatament - com si el temps s'hagués aturat en l'últim any - mentre esperen desesperadament una catàstrofe a Bagdad abans de novembre. Aquests són els polítics que van insistir que l'augment de tropes no serviria per res. I ningú no els ho retreu».
Cap a l'any 2009, Peters va recuperar l'optimisme sobre l'Iraq. Al juliol de 2009, un dia abans de les eleccions legislatives al Kurdistan del Sud, va escriure: «per a tots els problemes restants de l'Iraq - i són grans - sembla cada vegada més que 'la bogeria de Bush' pot funcionar». I afegia: «Tots hem recorregut un llarg camí des dels dies foscos de 2006». També va elogiar Jawad al- Bolani, titular del Ministeri de l'Interior, a qui va anomenar, «en el context de l'Iraq ... un faedor de miracles». Va elogiar les eleccions al Kurdistan, que va qualificar d'«una cursa de cavalls cap a la rendició de comptes i la transparència».

### Redibuixar les fronteres i el canvi de règim

Proposta de Ralph Peters per a un «Orient Mitjà millor"